# دو (فیلم ۲۰۰۲)
دو (فرانسوی: Deux‎) فیلمی است که در سال ۲۰۰۲ منتشر شد. از بازیگران آن می‌توان به ایزابل هوپر، آریل دومبال و ژان-فرانسوا استونن اشاره کرد.